# 布蘭特鎮區 (密歇根州)
布蘭特鎮區（英語：Brant Township）是位於美國密歇根州薩吉諾縣的一個行政鎮區。

## 地方資料
布蘭特鎮區的面積為96.00平方千米，當中陸地面積為96.00平方千米，而水域面積為0.00平方千米。根據2020年美國人口普查的數據，當地共有人口1842人，而人口密度為每平方千米19.19人。